# Zheng Chaolin
Zheng Chaolin (鄭超麟T, 郑超麟S, lett. "zhèng chāolín"; Zhangping, 1901 – Shanghai, 1º agosto 1998) è stato uno scrittore e traduttore cinese.

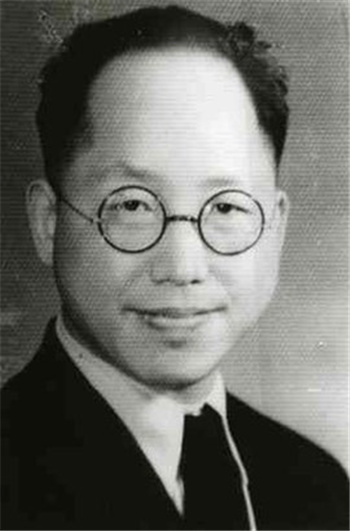
Zheng Chaolin

Aderì al movimento comunista nel 1922, poi al trotskismo nel 1929. Fu imprigionato più volte: sotto Chiang Kai-shek,nel 1929 e poi tra il 1931 e il 1937, e per ventisette anni sotto Mao Zedong e i suoi successori tra il 1952 e il 1979.

## Biografia
Zheng Chaolin nacque a Zhangping, nella provincia del Fujian, dove fu educato ai valori tradizionali cinesi. Nel 1919 si recò in Francia come parte del Mouvement Travail-Études (nell'ambito del quale i giovani studenti cinesi finanziavano i loro studi lavorando part-time nell'industria francese) e fu influenzato dal pensiero occidentale, in particolare dalla rivoluzione russa. Di conseguenza abbandonò gradualmente il suo attaccamento alla filosofia di Confucio e Mencio e persino quella di Lao Zi e Zhuangzi, aderendo alle idee propagate da Chen Duxiu e dai suoi seguaci che sostenevano la democrazia e la scienza. Poco dopo si interessò al marxismo e passò molto rapidamente dalla riflessione all'azione.
Nel giugno 1922, quando i giovani marxisti cinesi residenti in Europa tennero un incontro a Parigi per fondare il Partito Comunista della Gioventù, Zheng Chaolin fu uno dei diciotto delegati, tra i quali erano presenti Zhou Enlai, Zhao Shiyan, Deng Xiaoping e Yin Kuan. Nel 1923 fu scelto per andare in Russia per studiare all'Università dei Lavoratori Comunisti d'Oriente. Nel luglio 1924 fu rimandato in Cina con Chen Yannian e altri, dove lavorò nel dipartimento di propaganda del Comitato Centrale. Curò la redazione dei giornali del Partito Comunista Cinese, scrisse materiale educativo interno e materiale di propaganda esterna e tradusse l'ABC del comunismo di Nikolaj Bucharin, nonché insegnò alla scuola del partito e all'Università di Shanghai. Dal 1925 al 1927, con l'intensificarsi della rivoluzione cinese, partecipò al Movimento del 30 maggio e alla seconda e terza rivolta operaia di Shanghai.
Dopo il sanguinoso colpo di stato di Chiang Kai-Shek del 12 aprile 1927, Zheng seguì il Comitato Centrale del Partito Comunista Cinese a Wuhan, dove partecipò al Quinto Congresso del Partito, al cui seguito venne nominato capo del Dipartimento di Propaganda del Comitato Provinciale dell'Hubei. Dopo la sconfitta definitiva della Rivoluzione Comunista, partecipò alla famosa Conferenza del 7 agosto e, subito dopo, ritornò segretamente a Shanghai con il nuovo comitato centrale e si occupò, come caporedattore, del nuovo organo del partito, Il Bolscevico. Nel 1928 andò nel Fujian per riorganizzare le attività del partito nella provincia. Nel 1929 sposò la compagna di partito Liu Jingzhen. Non molto tempo dopo, fu arrestato per la prima volta dal Guomindang. Tuttavia la sua identità non fu scoperta e dopo soli quaranta giorni fu liberato dalla prigione grazie all'intervento segreto del partito.
Tra il 1929 e il 1930 si approcciò agli scritti di Trockij sulla Rivoluzione cinese.  Profondamente colpito, si orientò verso il trockismo, insieme a Chen Duxiu e a più di ottanta veterani del partito. Nel maggio 1931 Zheng, Chen Duxiu e altri tre compagni rappresentarono il Gruppo Proletario alla Conferenza di unificazione dei quattro gruppi trockisti. Fu eletto nel Comitato Centrale della nuova organizzazione trockista e assunse la direzione del suo Dipartimento di Propaganda. Non molto tempo dopo fu arrestato dalle autorità del Guomindang e condannato a quindici anni di prigione, anche se fu liberato dopo soli sette anni, allo scoppio della guerra giapponese. Dopo il suo rilascio, per un po' di tempo recuperò le forze in un villaggio della provincia di Anhui insieme a sua moglie, rilesse e tradusse la parte rimanente de La rivoluzione tradita di Trockij (un terzo della quale era già stato tradotto da altri due trockisti nel carcere di Nanchino). Nel 1940 tornò a Shanghai, dove si unì alla direzione dell'organizzazione trockista cinese e alla redazione del suo giornale clandestino Douzheng ("Lotta"). Nello stesso periodo tradusse i volumi II e III della Storia della Rivoluzione russa di Trockij.
Dopo lo scoppio della seconda guerra mondiale, nella dirigenza trockista cinese crebbero le divergenze di opinione, soprattutto riguardo all'atteggiamento da adottare nei confronti della resistenza cinese una volta che la seconda guerra sino-giapponese in Cina fosse stata coinvolta nella più ampia guerra mondiale. Ne seguì una lunga disputa, che da scissione politica diventò organizzativa nel 1942. Chaolin fu un membro di spicco del gruppo, più tardi (1949) conosciuto come Partito Operaio Internazionalista di Cina.
Il 7 dicembre 1941 l'esercito giapponese occupò le concessioni straniere di Shanghai e l'attività rivoluzionaria diretta contro i giapponesi divenne estremamente difficile. Da allora fino alla sconfitta giapponese nell'agosto 1945, Chaolin si dedicò principalmente alla scrittura. Oltre a curare la rivista trockista clandestina Guoji zhuyizhe ("L’internazionalista"), scrisse le sue memorie e Dialogo tra tre viaggiatori, una raccolta di dibattiti politici sotto forma di conversazioni immaginarie. Scrisse anche Buduan geming lun ABC ("L'ABC della Rivoluzione permanente") e una Biografia critica di Chen Duxiu (incompiuta). Per guadagnarsi da vivere tradusse alcune opere letterarie, tra cui Fontamara di Ignazio Silone e un libro di André Gide.
Dall'agosto 1945 al maggio 1949 scrisse numerosi articoli per il Xin qi ("Nuovo Vessillo"), un bisettimanale dichiaratamente trockista che fu bandito dal governo del Guomindang dopo ventuno numeri. Alla vigilia dell'occupazione maoista di Shanghai, il gruppo a cui apparteneva si riorganizzò sotto il nome di Partito Operaio Internazionalista di Cina, che lui stesso contribuì a guidare. Nel frattempo, nel marzo 1950,, Chaolin condusse una ricerca sistematica sulla natura sociale della nuova Cina e scrisse un opuscolo sull'argomento, Guojia ziben zhuyi lun ("Il capitalismo di Stato"). Nei tre anni successivi il Partito Operaio Internazionalista di Cina continuò le sue attività sotto il regime comunista ed estese la propria influenza. Come risultato, il 22 dicembre 1952 tutti i suoi membri, insieme a tutti gli altri trockisti cinesi e persino i simpatizzanti, furono arrestati dalla polizia politica maoista.
Nel giugno 1979, a seguito di cambiamenti nella direzione del PCC e in risposta agli appelli provenienti sia dall'interno che dall'esterno della Cina (nel 1979 fu dichiarato prigioniero di coscienza da Amnesty International), Chaolin e altri undici trockisti sopravvissuti alle prigioni di Mao furono rimessi in libertà. In totale Chaolin trascorse trentaquattro anni dietro le sbarre, prima sotto il Guomindang e poi sotto il PCC, eguagliando così il record di prigionia politica stabilito dal rivoluzionario francese del XIX secolo Louis Auguste Blanqui. La moglie di Chaolin morì meno di un anno e mezzo dopo il suo rilascio e quello di Chaolin da un campo di lavoro, nel giugno 1979. Il loro figlio Frei, nato nel 1938, morì di tubercolosi nel 1945.
Nei diciannove anni intercorsi tra il suo rilascio nel 1979 e la sua morte avvenuta nell'agosto1998 Chaolin, in gravi condizioni di salute a causa dei lunghi anni di prigionia, venne accudito dalla sua pronipote. Nondimeno si impegnò a fondo riflettendo in modo indipendente e sistematico su questioni fondamentali della rivoluzione cinese e mondiale. Mise per iscritto il processo e il risultato di queste riflessioni nel suo lungo saggio Sul cadreismo.
Le sue memorie hanno ottenuto due volte l’autorizzazione ad essere pubblicate internamente (cioè per un pubblico ristretto) in Cina e la sua traduzione de La Resurrezione degli dèi di D. S. Merežkovskij è stata ripubblicata, ma nessuna delle sue opere principali che trattano questioni teoriche politiche, sia scritte in prigione che dopo il suo rilascio, ha ottenuto il permesso di essere pubblicata.
Poiché Chaolin ha sempre mantenuto risolutamente la propria opposizione allo stalinismo e al maoismo, ha continuato ad essere visto come un "controrivoluzionario". Dei suoi scritti principali, solo le sue memorie sono apparse in inglese, in un volume intitolato An Oppositionist for Life: Memoirs of the Chinese Revolutionary Zheng Chaolin, pubblicato negli Stati Uniti nel 1997 da Humanities Press. Le sue memorie sono state pubblicate anche in tedesco nel 1991 dalla ISP Verlag Frankfurt, nella traduzione di Rudolf Segall con il titolo Siebzig Jahre Rebell: Erinnerungen eines chinesischen Oppositionellen ("Settant'anni da ribelle: Memorie di un oppositore cinese"). Nel 2023 Gregor Benton e John Sexton hanno curato l'edizione inglese dei suoi scritti con il titolo Zheng Chaolin, Selected Writings, 1942–1998, mentre nello stesso anno è apparsa la prima traduzione in italiano di un suo scritto: Il capitalismo di Stato.
(Zheng Chaolin, A Self-Description at the Age of Ninety (scritta nel maggio 1990))